# 特奧蒂瓦坎

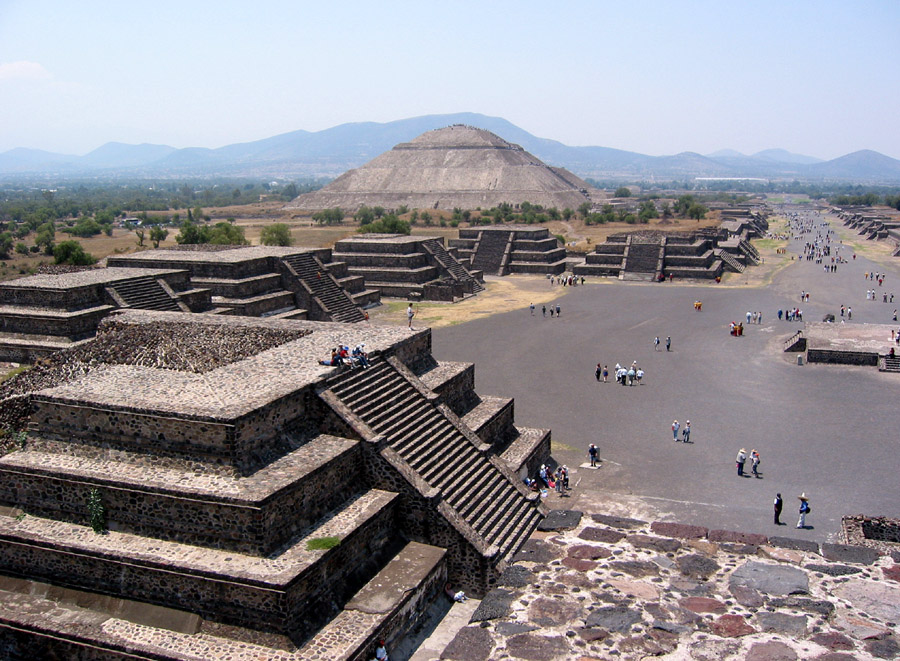
位於墨西哥城東北郊的特奥蒂瓦坎遺蹟是現存規模最巨大的古印地安文明遺蹟。圖中是由月亮金字塔頂端往太陽金字塔與死者大道方向拍攝。

特奥蒂瓦坎（西班牙語：Teotihuacán，西班牙語發音：[teotiwa'kan] ⓘ；納瓦特爾語：或，现代纳瓦特语发音ⓘ）是一個曾經存在於今日墨西哥境內的古代美洲原住民文明，大致上起始於前200年，並且在750年時滅亡。特奥蒂瓦坎除了是一個古文明與該古文明在今日墨西哥谷旁所建立的建築遺蹟之名外，此詞也是遺蹟所在的聖胡安特奥蒂瓦坎之命名由來，是墨西哥州122個市镇之一。

## 名称
特奥蒂瓦坎这个名字是由讲纳瓦特尔语的阿兹特克人在公元550年左右这座城市沦陷后的几个世纪中对它的称呼。这个词被注解为“众神的诞生地”，反映了据说发生在特奥蒂瓦坎的纳瓦人创造神话。纳瓦特尔学者塞尔玛·D·沙利文将这个名字解释为“拥有众神之路的人的地方”。这是因为阿兹特克人相信众神在那个地方创造了宇宙。名字的发音 [te.oːtiːˈwakaːn] 在纳瓦特尔语中重音在音节“wa” 上。按照正常的纳瓦特尔语正字法惯例，书面口音不会出现在那个位置。这个发音和西班牙语发音使用了 [te.otiwaˈkan]，这两种拼写都出现在本文中。
这座城市的原名未知，但它在玛雅地区的象形文字中表示为或“芦苇地”。这表明，在古典时期的玛雅文明中，特奥蒂瓦坎被理解为芦苇之地，类似于其他以托兰命名的后古典时期中部墨西哥定居点，例如图拉和乔卢拉。
这种命名惯例在20世纪初引起了很多混乱，因为学者们争论“特奥蒂瓦坎”或“图拉”是否是16世纪编年史所描述的“托兰”。现在似乎很清楚，托兰以被理解为适用于任何大型定居点的通用纳瓦特尔术语。在中美洲的都市主义概念中，托兰和其他语言对等词用作隐喻，将构成墨西哥谷湖泊环境一部分的芦苇和灯心草束与城市中的大量人群联系起来。
截至2018年1月23日，特奥蒂瓦坎这个名字已经受到专家的审查，他们现在认为该古迹的名称可能已被16世纪的西班牙殖民者更改。墨西哥国家人类历史研究所的考古学家维罗妮卡·奥尔特加（西班牙語：Veronica Ortega）指出，这座城市似乎实际上被命名为特奥瓦坎（西班牙語：Teohuacan，意思是“太阳之城”而不是“众神之城”，正如现在的名字所暗示的那样。

## 歷史
特奥蒂瓦坎文明起始於前200年左右，是個在奧爾梅克文明滅亡之後才誕生，約與馬雅文明同期的古印地安文明。然而，不似其它古印地安文明般在譜系上的脈絡比較分明，關於特奥蒂瓦坎人的起源，迄今為止仍然是尚未釐清的謎題，也沒有任何人能證實該文明曾擁有文字並且留下資料記載。今日我們之所以知悉這文明的存在，除了是因為他們遺留下了巨大的遺蹟可供分析證明外，一些與他們同時期的其他週邊文明在典籍或繪畫中提到關於特奥蒂瓦坎人的事情，也是另一個參考的關鍵。特奥蒂瓦坎人並不用這個名字稱呼他們自己，這名字是該文明滅亡後，接著存在於此地區的後繼文明托尔特克人以他們所使用的納瓦特語（Nahuatl，一種墨西哥中部的印地安原住民語言）用來稱呼前人，意指「眾神造人之地」。雖然在托尔特克人乃至於更後期的阿茲特克時代，該古文明早已消逝無影蹤，但他們仍然視特奥蒂瓦坎人曾居住過的古代城市作為聖地，也因此會有這樣的稱呼。
特奥蒂瓦坎人在前200年時出現在墨西哥中部高原，並且在1年到150年間，建造了一個人口約為5萬的城市，堪稱是整個美洲地區最早存在的城市等級之聚落。在這段期間，他們建立了一個以南北向的「亡者之路」（特奥蒂瓦坎遺蹟的中心軸線）為中心的初級規模城市，建築物主要以金字塔和廟宇為主，之後城市逐漸成長各種平民使用的建築物也建築完成。整個城市與文明的發展在600年時達到高峰，當時特奥蒂瓦坎城的人口可能在10萬到20萬人之間。擁有巨大的建築、精緻的壁畫等文化成就，但卻在650年至750年之間因為不知名的原因沒落，最後消失無蹤。
根據特奥蒂瓦坎人遺留下的藝術創作判斷，他們崇拜一名為特拉洛克的神明，是特奥蒂瓦坎的守護神。祂有兩種不同的形象，其中男性版的特拉洛克是掌管降雨的神明，而女性版的則為掌管河湖的水神。在特奥蒂瓦坎人的繪畫中可以看到許多叼著滴血心臟的神獸，因此考古學家研判該文明與其他墨西哥古文明同樣，有拿活人祭獻的習俗，用這方法來祭祀安撫掌管大地的神明。
近年來，考古學家在不少馬雅城市發現具有特奧蒂瓦坎風格的建築物，顯示在4世紀時，馬雅世界與特奧蒂瓦坎之間，密切的交流關係。馬雅銘文學家David Stuart，根據提卡爾的31號石碑背面的銘文，解讀出西元378年一月，特奧蒂瓦坎的遠征軍，在火之生（Siyah K'ak）的率領之下，征服了提卡爾，揭示了特奧蒂瓦坎在四世紀走向對外擴張的歷史。
由於特奧蒂瓦坎沒有使用文字，因此考古學家對於他們的統治者或是歷史所知甚少。目前特奧蒂瓦坎唯一知道姓名的統治者，叫做貓頭鷹心臟擊碎者（Jatzoom Yohl Kuy），這個名字也是由馬雅銘文記載中得知的。

## 遺蹟
特奧蒂瓦坎佔地巨大，約11平方公里，多為古代居住民房與金字塔，根據测算，這座城市人口曾超過二十萬人。

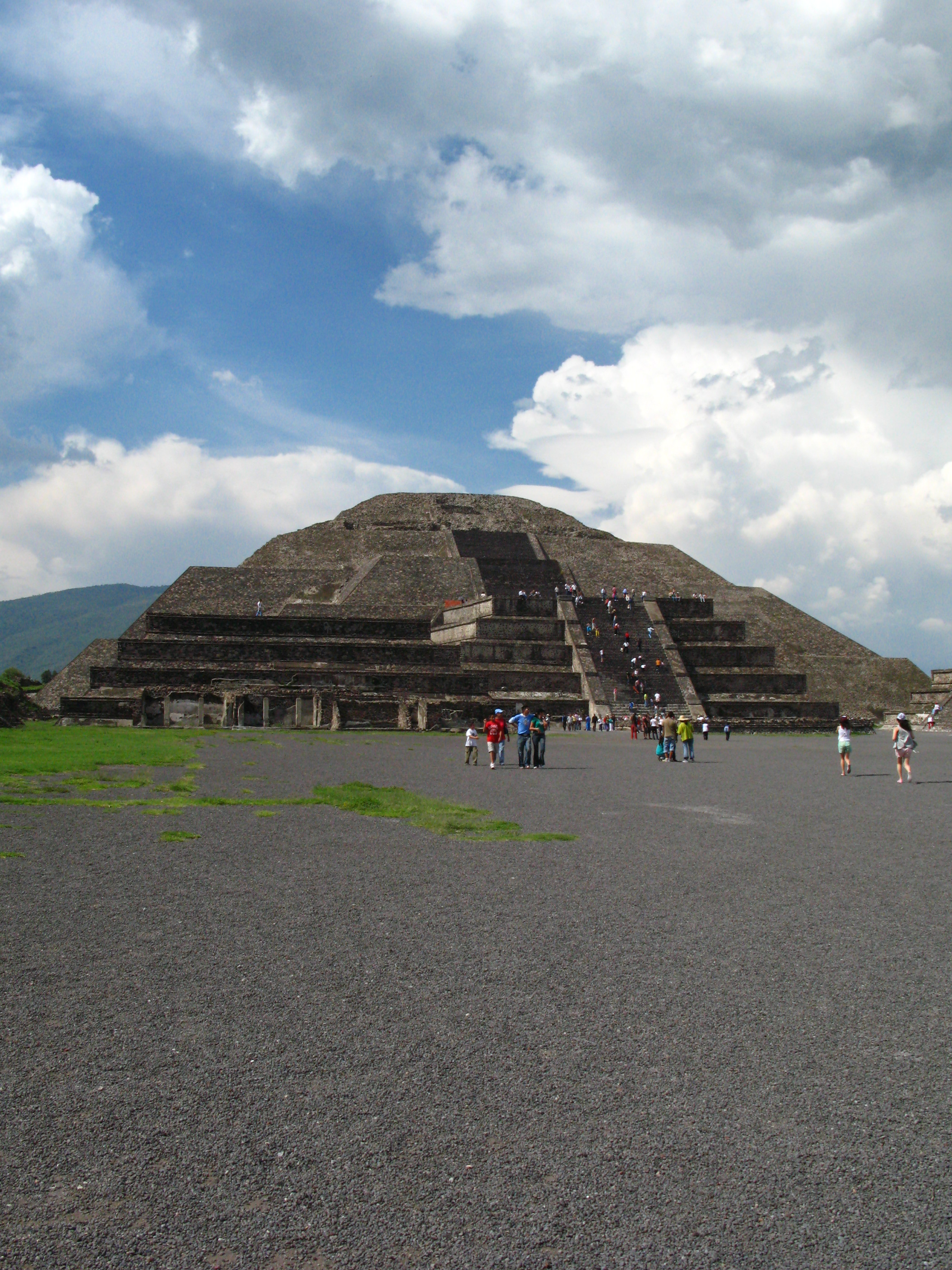
月亮金字塔

特奥蒂瓦坎遺蹟位於今日墨西哥城東北方約40公里處，位於一個緊臨墨西哥谷的小型谷地中央，它的中央有一個南北向的軸心稱為「亡灵大道」（納瓦特語：Micaohtli），是一個實際上比較像是長方形廣場的寬廣大道。之所以这条大道被称为「亡灵大道」，是因为西班牙人来到此地时，看到成群的金字塔。西班牙人由于古埃及的金字塔之故，认为所有金字塔都是陵墓（另一說是這裡的阿茲特克人就稱此地為「亡灵大道」），于是把这条金字塔群中的大道如此命名。事实上印第安人的金字塔不是陵墓，而是祭祀或是占卜測量用的。
大道的北端是月亮金字塔，中段的東側則有一座古代墨西哥最高大的建築，稱為太陽金字塔，這兩座金字塔的造型類似，都是採用階梯狀的梯型疊成、正前方設置有非常陡峭的走道，其中月亮金字塔長寬分別為170公尺、150公尺，太陽金字塔的基座則為225公尺乘以222公尺，接近正方形，全高64公尺，不過太陽與月亮金字塔的塔頂在古代可能還有神廟狀的建築，因此金字塔實高比現今高一些，但因為年代久遠早已消失，只剩下一個略呈圓頂狀的小丘。另外月亮金字塔比太陽金字塔矮一些，但由于月亮金字塔所在地势較高，因此这两座主要金字塔的塔顶是接近水平的。
除了兩座大型金字塔外，整個遺蹟群還包含了位在太陽金字塔對面的羽蛇神神廟，與一些圍繞在大道周圍的迷你金字塔與半地下半地上的建築物地基。整個特奥蒂瓦坎遺蹟的佔地約83平方公里，由於早在西班牙人登陸墨西哥之前，該地就已經無人居住呈現荒蕪狀態，因此當西班牙人征服墨西哥各民族，大肆破壞印地安原住民的建築物建立自己的殖民地文化時，特奥蒂瓦坎反而躲過一劫安然存在到今日，而成為今日古代墨西哥文明非常重要的一個象徵物，並受到各方高度重視。今天，特奥蒂瓦坎遺蹟已經是墨西哥境內最受歡迎的觀光點之一。

## 图册

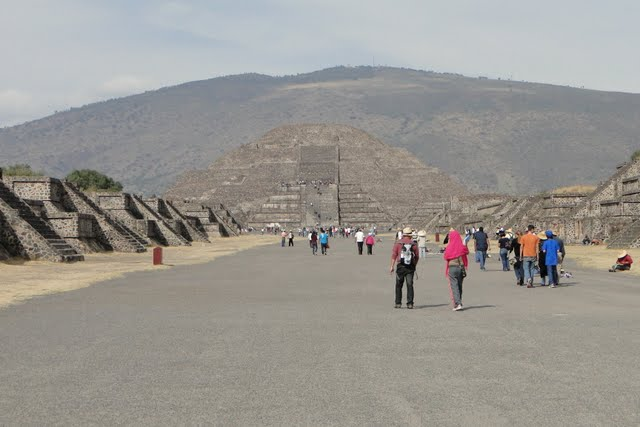
前往的路途

## 腳註
1. ↑  Archaeology of Native North America by Dean R. Snow.
2. ↑  Millon (1993), p. 34.
3. ↑  Mathews and Schele (1997, p. 39)
4. ↑  Miller and Taube (1993, p. 170)
5. ↑  . National Post. January 23, 2018  [24 January 2018].
6. 1 2  . Heilbrunn Timeline of Art History. Department of Arts of Africa, Oceania, and the Americas, The Metropolitan Museum of Art.   [2014-11-08]. （原始内容存档于2020-05-19） （英语）.